# Liste de devises royales
Liste de devises royales :

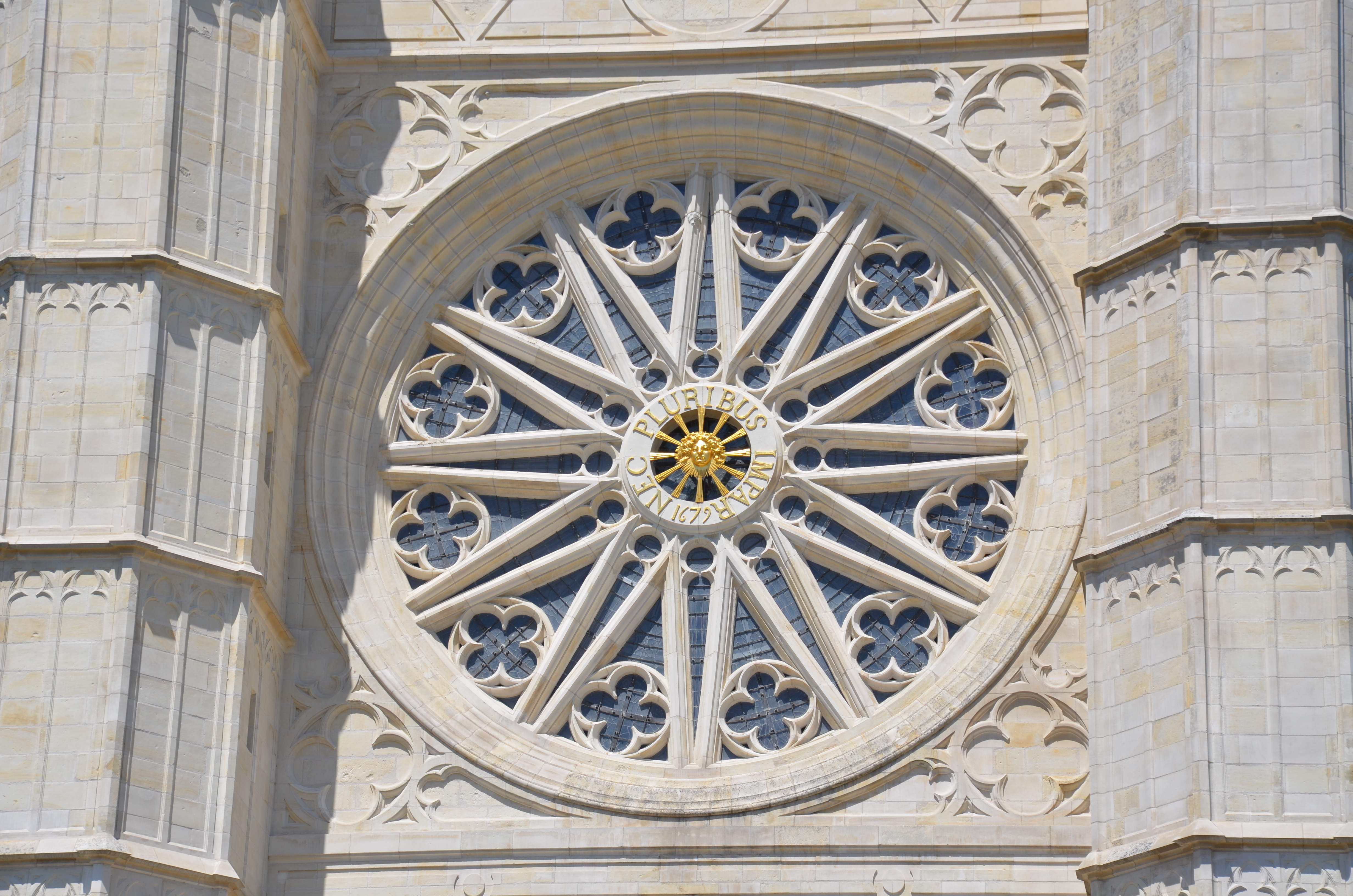
Devise nec pluribus impar inscrite au centre de la rosace du transept sud de la Cathédrale d'Orléans

Henri IV : Duo praetendit unus (L'une protège les deux autres)
Louis XIV : Nec pluribus impar